# Dundee Football Club 2015-2016
Questa voce raccoglie le informazioni riguardanti il Dundee Football Club nelle competizioni ufficiali della stagione 2015-2016.

## Rosa
| N. |                             | Ruolo | Calciatore              |
| -- | --------------------------- | ----- | ----------------------- |
| 1  | Scozia (bandiera)           | P     | Scott Bain              |
| 3  | Scozia (bandiera)           | D     | Kevin Holt              |
| 4  | Germania (bandiera)         | D     | Thomas Konrad           |
| 5  | Irlanda del Nord (bandiera) | D     | James McPake (capitano) |
| 6  | Scozia (bandiera)           | D     | Daryll Meggatt          |
| 7  | Scozia (bandiera)           | D     | Greg Stewart            |
| 8  | Scozia (bandiera)           | C     | Gary Low                |
| 9  | Scozia (bandiera)           | A     | Rory Loy                |
| 12 | Scozia (bandiera)           | P     | David Mitchell          |
| 15 | Inghilterra (bandiera)      | A     | Kane Hemmings           |
| 16 | Spagna (bandiera)           | D     | Julen Etxabeguren       |

| N. |                     | Ruolo | Calciatore        |
| -- | ------------------- | ----- | ----------------- |
| 17 | Scozia (bandiera)   | C     | Nick Ross         |
| 18 | Scozia (bandiera)   | A     | Paul McGowan      |
| 19 | Scozia (bandiera)   | D     | Paul McGinn       |
| 21 | Irlanda (bandiera)  | D     | Darren O'Dea      |
| 22 | Spagna (bandiera)   | A     | Arturo Rodríguez  |
| 24 | Scozia (bandiera)   | C     | Andrew Black      |
| 26 | Bulgaria (bandiera) | D     | Kostadin Gadžalov |
| 29 | Scozia (bandiera)   | C     | Gary Harkins      |
| 30 | Scozia (bandiera)   | D     | Cammy Kerr        |
| 33 | Scozia (bandiera)   | C     | Craig Wighton     |